# Abdullahi Abdi
Scheich Abdullahi Abdi ist eine zeitgenössische Persönlichkeit des Islam in Kenia. Er ist der Vorsitzende der Nationalen Muslimführer-Forums (National Muslim Leaders Forum; NAMLEF), der Geschäftsführer der Northern Aid (NAID) in Kenia (einer “locally incorporated non-profit, non-religious, and non-political NGO working in Northern Kenya”) und Vorsitzender des National Governing Council for the New Partnership for Africa’s Development in Nairobi, Kenya.
Er ist einer der prominentesten Vertreter der Muslime und Verfechter der Menschenrechte in Kenia. Er war eine der Unterstützer der Kenianischen Verfassung von 2010, die Bestimmungen enthält, dass es muslimischen Streitparteien in Zivilsachen erlaubt sei, sie vor dem Kadi (d. h. nach religiösem Gesetz) gerichtlich auszutragen.
Er war einer der Unterzeichner der Botschaft aus Amman (Amman Message).